# Projet urbain partenarial
Le projet urbain partenarial ou PUP est un outil de financement pour des opérations d’aménagement institué par la loi no 2009-323 du 25 mars 2009 de mobilisation pour le logement et la lutte contre l'exclusion. Il vient se substituer au programme d'aménagement d'ensemble (PAE) mis en place lors de la loi du 18 juillet 1985 relative à la définition et à la mise en œuvre de principe d’aménagement et supprimé le 1er mars 2012. Ce dernier n'a pas eu le rendement escompté et a provoqué de nombreux contentieux dus notamment à un préfinancement qui manquait de sécurité juridique. Ce PUP vient également compléter la zone d'aménagement concerté (ZAC) mal adaptée aux initiatives purement privées. 

## Description
Le PUP est un outil qui permet aux communes ou aux établissements publics compétents de signer avec les propriétaires des terrains, les aménageurs ou les constructeurs, une convention fixant le programme des équipements publics à réaliser pour répondre aux besoins des futurs habitants et usagers de l'opération, ainsi que les conditions de leur prise en charge (article L.332-11-3 du code de l'urbanisme).
Le PUP est mis en œuvre par voie conventionnelle. C'est la convention qui établit le montant de la prise en charge privée du coût des équipements publics, qui fixe les délais de paiement, les modalités de cette participation voire encore la durée d'exonération de la taxe d'aménagement (ancienne taxe locale d'équipement). Cette convention doit de plus respecter le principe de lien direct avec l'opération de financement ou de participation ainsi que celui de proportionnalité qui précise que la construction ou l'aménagement concerné ne peut être fixé qu’à hauteur de la proportion dans laquelle les équipements seront utilisés par l’opération de mise à contribution.  
Le PUP crée une souplesse contractuelle entre une collectivité locale et les opérateurs concernés sans mise en concurrence préalable et en garantissant une vraie sécurité juridique ainsi qu'un cadre transparent pour les opérations d'initiative privée.

## Champ d'application territorial du PUP
Il est défini dans l'article L. 332-11-3 du code de l’urbanisme, issu de l'article 43 de la loi no 2009-323 du 25 mars 2009. Il est d’abord nécessaire que le projet urbain partenarial soit situé sur le terrain d’assiette d’une commune dotée d’un plan local d’urbanisme (PLU) ou de tout autre document d’urbanisme en excluant toutefois la carte communale. Le PUP pourra s'appliquer sur les zones « urbanisées » (U) et « à urbaniser » (AU) du PLU définie à l’article R. 123-4 du code de l’urbanisme, mais aussi sur des zones U et « naturelles » (NA) des plans d’occupation des sols (POS) résultant des dispositions de l’ancien article R. 123-18 du code de l’urbanisme. 
Il pourra également être instauré aux zonages équivalents des plans de sauvegarde et de mise en valeur (PSMV) et sur les anciens plans d’aménagement de zones (PAZ) des ZAC, lesquels sont établis sur la base des anciens articles R. 311-10 et R. 311-10-2 du code de l’urbanisme.

## Les parties à la convention
La première partie à la convention est en principe une personne privée qui a l'initiative de la création. Ce peut être un ou des aménageurs, un ou des constructeurs ou encore un ou des propriétaires. La catégorie de propriétaires n'était pas insérée dans le programme d'aménagement d'ensemble son inclusion est donc nouvelle et traduit la volonté du législateur de prendre davantage en compte l’intérêt de la personne privée. Cet opérateur privé conclut la convention avec une ou plusieurs personnes publiques qui est en général une Commune ou un établissement public de coopération intercommunale (EPCI).
En outre une convention pourra être signée entre la personne publique compétente et un ou plusieurs aménageurs, constructeurs ou propriétaires sans toutefois qu'il y ait un cumul de participations. les différentes parties au contrat ne pourront donc pas légalement, toutes participer au financement du même équipement public. Elles peuvent donc contribuer soit chacune au financement intégral d’un ou plusieurs équipements déterminés, ou chacune à une partie seulement du financement d’un même équipement.

## Les autorisations d'urbanisme concernées
Même si l’article L. 332-11-3 ne fait référence à aucune procédure d’urbanisme, la conclusion d’un projet urbain partenarial va n’être réalisable que dans le cadre d’une procédure de contrôle de l’utilisation ou de l’occupation des sols. Ce contrat va ainsi être un des éléments constitutif du dossier du permis de construire ou d’aménager.
Contrairement à la pratique anciennement faite des programmes d’aménagement d’ensemble (PAE), le dispositif du projet urbain partenarial met un avant le désir des opérateurs d’instaurer davantage de souplesse dans les modalités de financement privé relatives à de tels équipements, en tenant compte de leurs besoins précis quant à leur projet d’aménagement ou de construction.
Cette procédure exclut toutefois les déclarations préalables.

## Les équipements publics concernés
Il s'agit du financement des équipements publics nécessaires au périmètre délimité par les parties. Aucune distinction n’est faite entre les équipements dits d’infrastructure (voie publique, réseaux d’eau, électricité, communication électroniques) et ceux qualifiés de superstructure (école, gymnase,…). Cette souplesse dans l’appréhension des constructions concernées constitue un élément positif pour les agents contractuels et traduit la volonté du législateur d’ouvrir plus grandement les opportunités de financements privés. 
La convention de PUP ne peut être mise en œuvre que pour la réalisation d’équipements autres que les équipements propres mentionnés à l’article L. 332-15 du code de l’urbanisme.
Le second alinéa de l'article L. 332-11-3 du Code de l'urbanisme précise que les équipements pouvant être financés par un PUP sont « des équipements publics à réaliser pour répondre aux besoins des futurs habitants ou usagers des constructions à édifier dans le périmètre fixé par la convention ». La convention ne permet donc pas d'exiger des constructeurs ou aménageurs un montant de participation excessif, la loi disposant en ce sens que l'opération envisagée doit nécessiter la réalisation d'équipements publics pour répondre « aux besoins des futurs habitants ou usagers » et que le coût payé doit être proportionnel à ces besoins.

## La procédure d'élaboration de la convention du projet urbain partenarial
L’article R. 332-25-1 alinéa 1 du code de l’urbanisme prévoit que la signature d’une convention de projet urbain partenarial par le maire ou le président d’un établissement public de coopération intercommunal doit être autorisée par délibération du conseil municipal ou de l’organe délibérant de l’EPCI compétent. Après signature avec les propriétaires, aménageurs ou constructeurs, la convention sera ensuite soumise aux mesures de publicité adéquates. Il est indispensable de procéder à son affichage pendant un mois en mairie ou au siège de l'EPCI ainsi que dans les mairies des communes membres concernées, de la mention de la signature de la convention ainsi que du lieu où le document peut être consulté.
La procédure de mise en œuvre du PUP comporte deux phases : une phase réglementaire durant laquelle les grandes orientations du projet urbain seront définies et la phase opérationnelle durant laquelle le projet sera affiné et réalisé.

## Contenu de la convention du PUP
La convention de PUP doit être fixée après négociation entre la personne publique et privée sur la nature exacte de l’équipement public concerné, ainsi que sur les modalités de paiements : 
Le périmètre couvert par la convention
Elle doit donner en annexe le périmètre de l’opération de construction ou d’aménagement  afin notamment de délimiter le périmètre d’exonération de la taxe d’aménagement. Il ne correspond pas au périmètre des équipements publics à réaliser, mais à l’assiette du terrain sur lequel il sera réalisé. Une fois déterminé il ne peut plus être modifié. De plus, depuis le décret du 22 mars 2010, le périmètre fixé par la convention de PUP doit être annexée au PLU.
Les opérations de construction envisagées
Il est nécessaire d'indiquer quelle est la nature des opérations de construction qui sont envisagées et le calendrier de ces réalisations. Il faut en effet préciser les besoins qui justifient le recours au PUP pour la construction de ces équipements publics et répartir les différentes phases de constructions de manière équilibrées.
La présentation précise des équipements publics
La convention doit précisément décrire leurs coûts prévisionnels, l’évaluation du montant total de l’opération ainsi qu’un échéancier faisant apparaitre les délais de réalisation. Il est possible avec le PUP d’échelonner la réalisation des travaux en tenant compte de l’avancement des projets d’aménagement ou de construction. Il s’agit en principe d’équipements à réaliser, mais il peut également  s’agir d’équipement en cours de réalisation si l’équipement a été échelonné financièrement entre plusieurs opérations. 
La forme de la participation (financière ou apport de terrains, bâtis ou non)
- Participation financière : le PUP devra indiquer le montant de la participation financière du propriétaire, aménageur ou constructeur et les délais et la répartition des paiements. Les parties ont une certaine liberté de définition des dates de paiement, ils peuvent prévoir des dates fixes ou non et prévoir le paiement pendant les travaux ou à l’engagement de ceux-ci. Le montant de participation à la charge du constructeur, propriétaire ou aménageur n’est pas vraiment précisé dans les textes. La seule réponse à un objectif de besoins des futurs habitants et usagers ainsi que la notion de fraction du cout proportionnel sont indiquées. Cela signifie que le coût de l’équipement doit comprendre les frais d’études, le coût du foncier et les autres frais engagés, et non le seul coût des travaux.
- Participation sous forme de terrains bâtis ou non bâtis : le constructeur, l'aménageur ou le propriétaire peut envisager une participation sous forme de terrain bâtis ou non bâtis. Les deux contractants doivent bien entendu être d’accord sur la valeur de l’immeuble à céder, car cette contribution remplace intégralement ou partiellement celle financière. Le lieu du terrain ou de la construction n’est pas important, il peut se situer dans le périmètre de la convention ou à l’extérieur de celui-ci.

Durée d'exclusion du champ d'application de la taxe d'aménagement
La convention doit contenir la durée d’exclusion de la taxe locale d’équipement qui ne pourra excéder 10 ans. La date de démarrage de l’exonération débutera à partir de l’affichage en mairie ou au siège de l’établissement public compétent. Les autres taxes existantes restent néanmoins exigibles.
La convention pourra autoriser à passer des avenants pour tenir compte des modifications éventuelles en cours de projet. Il est aussi prévu l’indemnisation du cocontractant privé en cas d’évolution des documents d’urbanisme contraire à ses projets d’opérations, en effet le régime de PUP ne crée ni ne garantit la stabilité de la constructibilité des terrains.

## Le financement du projet urbain partenarial
La prise en charge financière des équipements peut couvrir tout ou partie des dépenses à engager pour leur réalisation. La totalité des éléments constitutifs du prix de revient d'un équipement peut donc être pris en compte : frais d'études préalables, coûts du foncier, des matériaux et de leur mise en œuvre, de vérification et contrôle, frais divers et TVA.
Les coûts d’équipements publics que les propriétaires fonciers, les aménageurs ou les constructeurs acceptent de prendre en charge peuvent être payés de deux manières :
Par un apport financier
Le financement peut s’échelonner en un ou plusieurs paiements selon un échéancier négocié avec la commune et indépendamment de la délivrance ou non d'autorisations d'urbanisme. Sauf exception, les propriétaires fonciers, les aménageurs et les constructeurs s'engagent à financer le coût des équipements dans un délai qui permettra à la commune de les réaliser avant la délivrance des autorisations d'occuper le sol ou à la date prévisible d'achèvement travaux de construction. Dans le cadre de superstructures, la livraison de certains équipements, peut être prévue à des dates ultérieures.
Par apports de terrains bâtis ou non bâtis
Ce règlement est possible lorsque les terrains en question intéressent la commune pour la réalisation de ses propres projets d'aménagement ou d'implantation d'équipements publics. La contribution ne peut pas se faire sous forme de travaux, car cela imposerait une mise en concurrence. La construction doit exister avant la convention dans l’hypothèse d’une cession de terrain bâti.

## Le contrôle de légalité du PUP
La mise en œuvre d'une convention de PUP génère des garanties pour chacune des parties et pour les ayants droit du cocontractant privé. Le contrôle de légalité relatif à la convention est réalisé préalablement à sa signature. Elle doit correctement  mentionner les minima requis par la loi que sont les délais de paiement et durée d’exonération de la taxe d’aménagement. Il faut aussi veiller à ce qu’il y ait une sage proportion entre ce qui est mis à la charge des usagers en fonction de leurs besoins et le coût des équipements publics.
Les propriétaires fonciers, les aménageurs ou les constructeurs peuvent demander la restitution des participations au PUP obtenues indûment, en totalité ou pour partie, dans les cinq années qui suivent le dernier paiement ou le dernier apport de terrains.

## Hypothèses de non réalisation du contrat
Une fois la convention signée, plusieurs hypothèses litigieuses peuvent apparaitre dont deux plus probables :
- La non-réalisation des équipements publics par la collectivité : Dans ce cas, la participation faite par les propriétaires, constructeurs, ou aménageurs a été indument perçue  puisqu’elle ne trouve pas sa contrepartie dans la réalisation des équipements publics prévus par la convention. Cette dernière est dès lors réputée sans cause et peut donc faire l’objet d’une action en répétition. L’action peut donner lieu à indemnité et réparation de tous les préjudices pouvant en résulter au bénéfice du propriétaire foncier, de l'aménageur ou du constructeur signataire de la convention.
- Abandon du projet par l'aménageur, le constructeur ou le propriétaire : la  jurisprudence du Conseil d’État no 266346 du 6 mars 2006, SNC Le Triangle], prévoit que le titulaire d’une autorisation peut obtenir la décharge d’une participation s'il justifie qu'il n'a pas été en mesure de donner suite à cette autorisation. Dans ce cas, il y a lieu de tenir compte  des  dépenses  déjà  engagées  par  la  collectivité  au  titre  des  équipements  rendus nécessaires par le projet. En cas de réalisation complète des équipements, aucune restitution ne peut être demandée.

## L'exonération de la taxe d'aménagement (ancienne taxe locale d'équipement)
Elle est applicable aux demandes de permis de construire ou aux déclarations préalables de travaux déposées à compter du 1er mars 2012. Elle simplifie et rationalise la fiscalité de l’urbanisme née en 1967 avec la TLE. La nouvelle taxe est en outre destinée à remplacer, à compter du 1er janvier 2015, la plupart des participations financières des constructeurs : les participations pour voirie et réseaux, pour la réalisation de parcs publics de stationnement et pour raccordement à l’égout.
L’article L. 332-11-4 du code de l’urbanisme relatif à la taxe d’aménagement prévoit expressément que « dans les communes où la taxe d’aménagement a été instituée, les constructions édifiées dans le périmètre délimité par une convention prévue à l'article L. 332-11-3 sont exclues du champ d'application de cette taxe pendant un délai fixé par la convention, qui ne peut excéder dix ans ». Ainsi, dans les dix années qui suivent la signature de la convention, les constructions édifiées dans les périmètres prévus par la convention de PUP sont expressément exonérées de la taxe d’aménagement. Ce délai pouvant toutefois être réduit par la convention.

## Les avantages du dispositif
Ils sont plusieurs à mettre en avant : 
- Le point faible majeur du programme d'aménagement d'ensemble était le souci de préfinancement des équipements publics, il obligeait en effet les collectivités à avancer des fonds pour effectuer les équipements publics prévus même si l’opération était modifiée en cours de réalisation. Désormais avec le PUP il est possible de débloquer des fonds au fur et à mesure que les travaux avancent, en prenant en compte ce qui est inscrit dans la convention.
- Sa souplesse juridique et financière est une qualité indéniable, elle ouvre à une plus grande négociation autour des contributions financières et de la convention en général avec la possibilité pour les cocontractants d’être des propriétaires fonciers.
- C'est une procédure idéale pour les petites opérations d'aménagement.
- C'est une démarche participative qui va impliquer directement le propriétaire, le constructeur ou l'aménageur dans la phase d'élaboration du projet avec la prise en compte de son avis, un point important pour le bon déroulement de l'opération.

## Les contraintes majeures du PUP
Le PUP risque de poser certains problèmes à la pratique :
- Il n'est pas vraiment adapté pour les opérations complexes pouvant impliquer plusieurs propriétaires, le PUP ne peut en effet pas être mis en place n’importe où et sous n’importe quelles conditions, il ne peut être signé que par le propriétaire, le constructeur ou l’aménageur, il n’est donc pas adapté pour les grands projets urbains.
- La mise en œuvre du principe de proportionnalité risque de poser certaines difficultés. Il va en effet falloir que la répartition des couts entre la collectivité et le constructeur, aménageur ou propriétaire soit équitable ; certaines collectivités territoriales pourraient voir dans le PUP une manière de limiter un certain nombre de financements d’équipements publics en les incorporant dans la convention.
- La montée de l’intercommunalité va également engendrer des complications car il ne faudra plus seulement l’accord de la commune et de l’aménageur, il faudra également celui du syndicat intercommunal à vocation multiple ou de la communauté de communes notamment sur la question du cout et du partage des recettes.
- Sur sa forme la convention devra être élaborée avec soin, avec une clarté certaine et bien entendu avec bonne foi car elle présente les avantages et inconvénients d’un contrat classique.

### Liens utiles
- Loi relative à la définition et à la mise en œuvre de principe d’aménagement du 18 juillet 1985
- loi n° 2009-323 du 25 mars 2009
- Article L. 332-11-3 du code de l'urbanisme
- Article L. 332-11-4 du code de l’urbanisme
- Article L. 332-15 du code de l’urbanisme
- Article R. 332-25-1 alinéa 1 du code de l’urbanisme
- https://www.cohesion-territoires.gouv.fr/projet-urbain-partenarial-pup
- http://outil2amenagement.cerema.fr/le-projet-urbain-partenarial-pup-r471.html
- https://www.amf.asso.fr/m/document/document.php?id=9997